# 古斯塔夫·马特松
古斯塔夫·马特松（瑞典語：Gustaf Mattsson，1893年9月8日—1977年1月15日），瑞典男子田径运动员。他曾代表瑞典参加1920年夏季奥林匹克运动会田径比赛，获得男子团体越野赛铜牌。